# نیشن برادکستینگ کورپوریشن
نیشن برادکستینگ کورپوریشن (انگلیسی: Nation Broadcasting Corporation) شرکت رسانه‌ای فیلیپینی است، که در سال ۱۹۶۵ توسط مانوئل پانگیلینان تأسیس شد.